# Groß + Klein Getränke
Die Groß + Klein Getränke GmbH & Co. KG mit Sitz im saarländischen Neunkirchen ist ein 2001 gegründeter Getränkegroßhändler.

## Geschichte
Das Unternehmen wurde 2001 durch die beiden regionalen Getränkehändler Klein Getränke GmbH (Saarbrücken, gegründet 1935) sowie Biergroßvertrieb Hans Groß GmbH & Co. KG (Dillingen, gegründet 1936) gegründet. In ihm wurden die Großhandelsaktivitäten der beiden Gesellschaften zusammengefasst. Klein Getränke gehörte zum damaligen Zeitpunkt zum in Mannheim ansässigen Coca-Cola-Konzessionär HM Interdrink in Mannheim. Nach der Übernahme von HM Interdrink durch die Winkels-Gruppe gehört Groß + Klein zu 49 % zu Winkels und zu 51 % zu Groß.

## Aktivitäten
Groß + Klein beliefert als regionaler Getränkegroßhändler primär Filialen des Lebensmitteleinzelhandels im Saarland sowie den angrenzenden Regionen in Rheinland-Pfalz. Dieser Bereich machte 2018 81 % des Umsatzes der Gesellschaft aus. 11 % entfielen auf die Belieferung von Getränkemärkten und 8 % auf sonstige Kunden.
In Neunkirchen steht zum Umschlag von Voll- und Leergut ein Logistikzentrum mit 15.000 Quadratmetern Hallenfläche zur Verfügung. Dort werden in Spitzenzeiten bis zu 120 LKW-Ladungen je Tag umgeschlagen.